# Аккудык (Западно-Казахстанская область)
Аккудык (каз. Аққұдық, до 2007 г. — Константиновка) — село в Чингирлауском районе Западно-Казахстанской области Казахстана. Входит в состав Алмазненского сельского округа. Код КАТО — 276635200.

## Население
В 1999 году население села составляло 402 человека (201 мужчина и 201 женщина). По данным переписи 2009 года, в селе проживали 202 человека (111 мужчин и 91 женщина).